# 松茂町立喜来小学校
松茂町立喜来小学校（まつしげちょうりつ きらいしょうがっこう）は、徳島県板野郡松茂町中喜来字前原西一番越にある公立小学校。

## 沿革
- 1874年 - 創立。
- 1896年 - 徳島県板野郡喜来小学校と改称。
- 1926年 - 徳島県板野郡喜来尋常高等小学校と改称。
- 1932年 - 徳島県板野郡喜来尋常小学校と改称。
- 1941年 - 徳島県板野郡松茂村立喜来国民学校と改称。
- 1947年 - 徳島県板野郡松茂村喜来小学校と改称。
- 1961年 - 徳島県板野郡松茂町立喜来小学校と改称。

## 校訓
- 日々に伸びよう

## 関連学校
- 松茂町立松茂中学校

## 通学区域が隣接している学校
- 松茂町立松茂小学校
- 北島町立北島北小学校
- 鳴門市堀江南小学校
- 鳴門市大津西小学校
- 鳴門市第一小学校